# روبرت دادلي، إيرل ليستر الأول
روبرت دادلي، إيرل ليستر الأول (بالإنجليزية: Robert Dudley, 1st Earl of Leicester)‏ (24 يونيو 1532 - 4 سبتمبر 1588)، أحد النبلاء الإنجليز وصديق مقرب من إليزابيث الأولى، من بداية اعتلائها للعرش وحتى وفاته. كان خاطب ليد الملكة لسنوات عديدة.